# Yên Lập (thị trấn)
Yên Lập là thị trấn huyện lỵ của huyện Yên Lập, tỉnh Phú Thọ, Việt Nam.
Thị trấn Yên Lập có diện tích 11,96 km², dân số năm 1999 là 6.589 người, mật độ dân số đạt 551 người/km².
Theo thống kê năm 2019, thị trấn Yên Lập có diện tích 11,96 km², dân số là 8.074 người, mật độ dân số đạt 675 người/km².